# Śląska Deklaracja Ministerialna „Lasy dla klimatu”
Śląska Deklaracja Ministerialna „Lasy dla klimatu” ("The Ministerial Katowice Declaration on Forests for the Climate") – dotyczy zachowania i zwiększania zasobów węgla w pochłaniaczach i rezerwuarach gazów cieplarnianych do 2050 roku oraz wskazuje na kluczową rolę pochłaniaczy w osiągnięciu celu wyznaczonego przez Porozumienie paryskie. Deklaracja została przedstawiona przez Polską Prezydencję 12 grudnia 2018 roku w Katowicach podczas Konferencji Narodów Zjednoczonych w sprawie Zmian Klimatu (COP24). Do grudnia 2019 r. przyjęły ją 82 państwa.

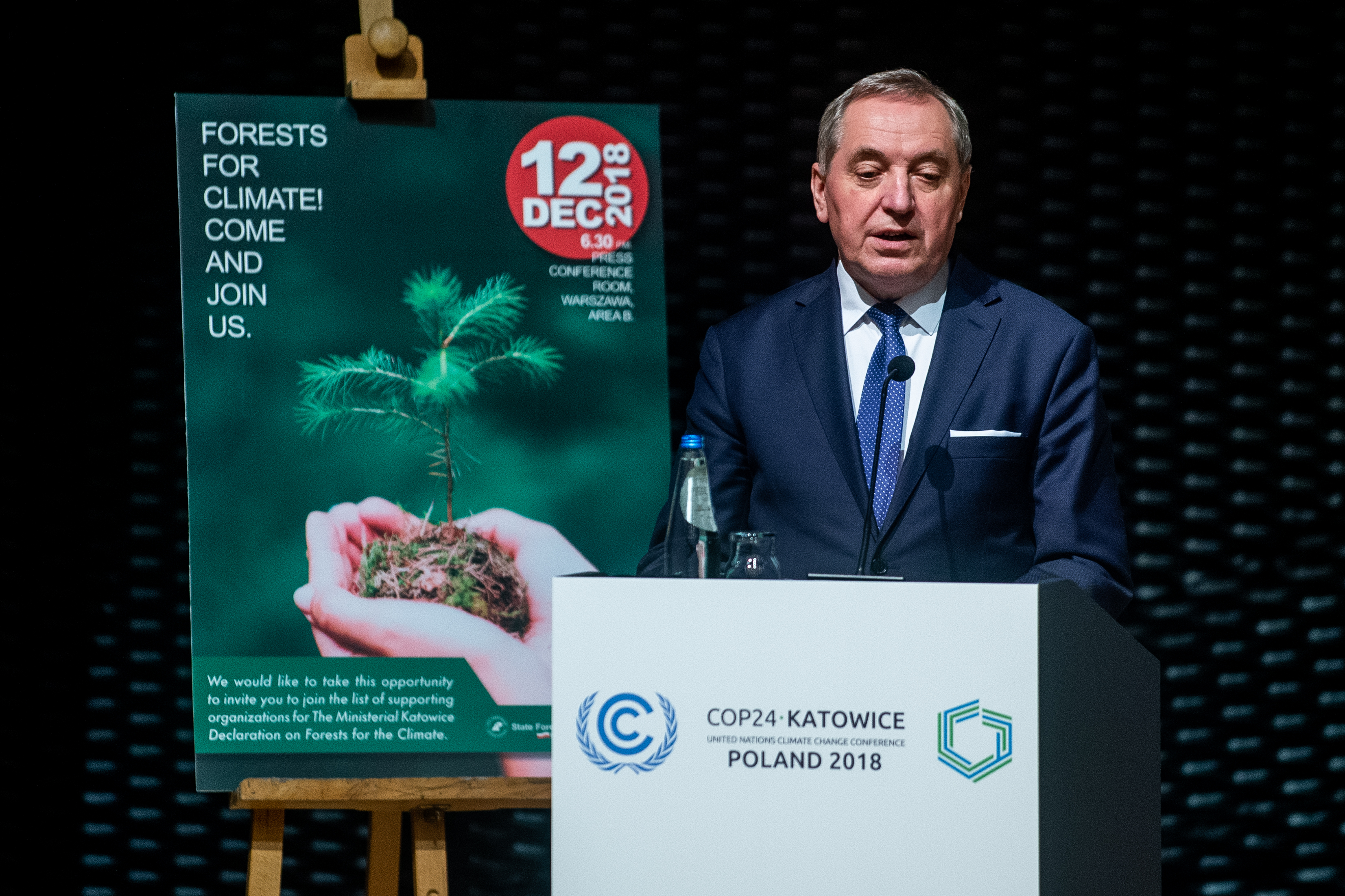
Minister Środowiska Henryk Kowalczyk podczas ogłoszenia deklaracji "Lasy dla Klimatu"

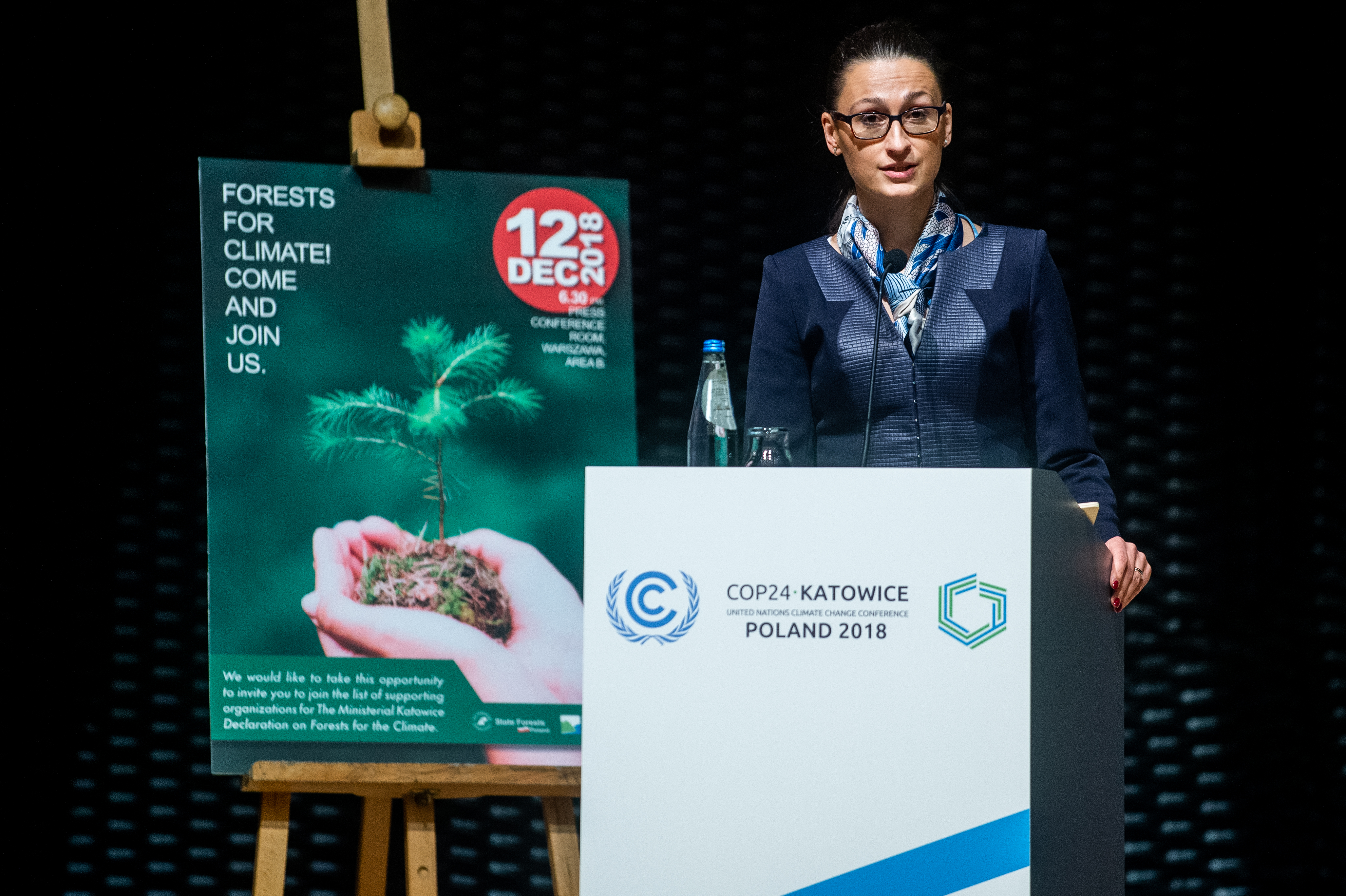
Wiceminister Środowiska Małgorzata Golińska podczas ogłaszania deklaracji "Lasy dla Klimatu"

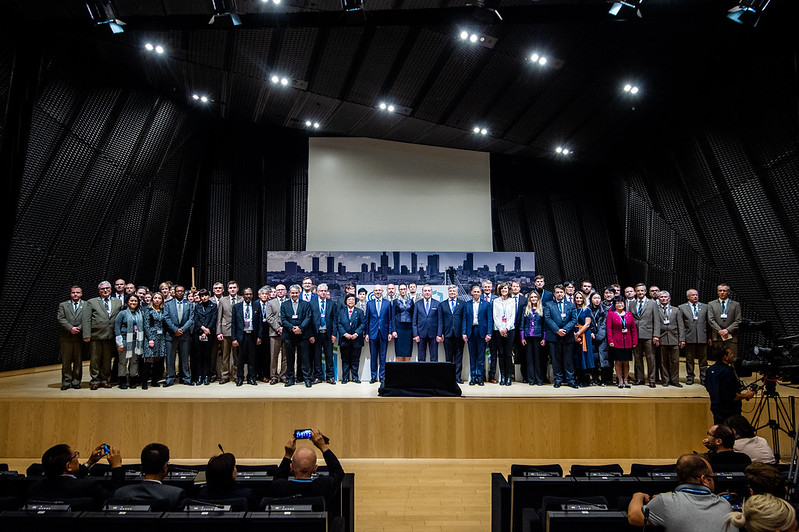
Uroczyste ogłoszenie Śląskiej Deklaracji Ministerialnej "Lasy dla Klimatu" podczas COP24 w Katowicach

## Znaczenie Deklaracji
Jedną z inicjatyw polskiej Prezydencji COP24 było przyjęcie 12 grudnia 2018 r. Ministerialnej Katowickiej Deklaracji „Lasy dla klimatu”. Deklaracja wzywa Strony Konwencji Klimatycznej do zachowania i zwiększenia zasobów węgla w rezerwuarach gazów cieplarnianych do 2050 r. oraz wskazuje na kluczową rolę lasów w osiągnięciu celu Porozumienia paryskiego.
Obecnie 82 Strony Konwencji klimatycznej (81 państw oraz UE) poparły deklarację.
Zgodnie z przyjętym w 2018 r. Raportem Specjalnym IPCC dot. 1,5 stopnia, lasy odgrywają ważną rolę w mitygacji zmian klimatu. Raport wykazał, że nie jest możliwe ograniczenie wzrostu temperatury bez wykorzystania pochłaniaczy, w tym lasów. Wszystkie ścieżki IPCC ograniczające wzrost temperatury uwzględniają pochłanianie jako niezbędny element ograniczenia globalnego ocieplenia. Z tego powodu ważne jest zapewnienie utrzymania i dalszego ulepszenia pochłaniaczy, w tym ekosystemów leśnych na świecie.
Porozumienie paryskie prezentuje powszechną wolę do globalnego wysiłku w celu osiągnięcia równowagi między antropogenicznymi emisjami gazów cieplarnianych pochodzącymi ze źródeł i ich absorpcją przez pochłaniacze w drugiej połowie obecnego wieku. Odpowiedzialność za realizację tego celu spoczywa na wszystkich rządach i cel może być jedynie osiągnięty przy globalnym wysiłku.
Artykuł piąty Porozumienia paryskiego wskazuje Stronom drogę wdrożenia celu Porozumienia paryskiego, którym jest neutralność klimatyczna w drugiej połowie obecnego stulecia. Strony powinny podjąć działania w celu zachowania i poprawy stanu pochłaniaczy oraz zbiorników gazów cieplarnianych, w tym lasów. Wielofunkcyjna i zrównoważona gospodarka leśna to element przyczyniający się osiągnięcia neutralności klimatycznej.